# Ожегино (Галичский район)
Ожегино — деревня в Ореховском сельском поселении Галичского района Костромской области России.

## История
Согласно Спискам населенных мест Российской империи в 1872 году деревня относилась к 1 стану Галичского уезда Костромской губернии. В ней числилось 6 дворов, проживали 21 мужчина и 25 женщин.
Согласно переписи населения 1897 года в деревне проживал 71 человек (30 мужчин и 41 женщина).
Согласно Списку населенных мест Костромской губернии в 1907 году деревня относилась к Вознесенской волости Галичского уезда Костромской губернии. По сведениям волостного правления за 1907 год в ней числилось 14 крестьянских дворов и 106 жителей. В деревне имелась кузница. Основными занятиями жителей деревни, помимо земледелия, были малярный и плотницкий промыслы, сельскохозяйственные работы.
До муниципальной реформы 2010 года деревня входила в состав Унорожского сельского поселения.

## Население
| 2008 | 2010 | 2012 | 2014 |
| ---- | ---- | ---- | ---- |
| 1    | ↘0   | ↗1   | →1   |